# Yaşar Erkan
Yaşar Erkan   (Erzincan, 30 d'abril de 1911 - Esmirna, 18 de maig de 1986) va ser un lluitador turc que va competir durant la dècada de 1930. Combinà la lluita grecoromana i la lluita lliure. Fou el primer esportista turc en guanyar una medalla d'or en uns Jocs Olímpics d'Estiu.
El 1936 va prendre part en els Jocs Olímpics d'Estiu de Berlín, on disputà dues proves del programa de lluita. En la prova del pes ploma de lluita grecoromana guanyà la medalla d'or, mentre en la d'estil lliure quedà eliminat tercera ronda.
En el seu palmarès també destaquen cinc campionats dels Balcans, el 1933, 1934, 1935, 1937 i 1940.